# Henri Cournollet

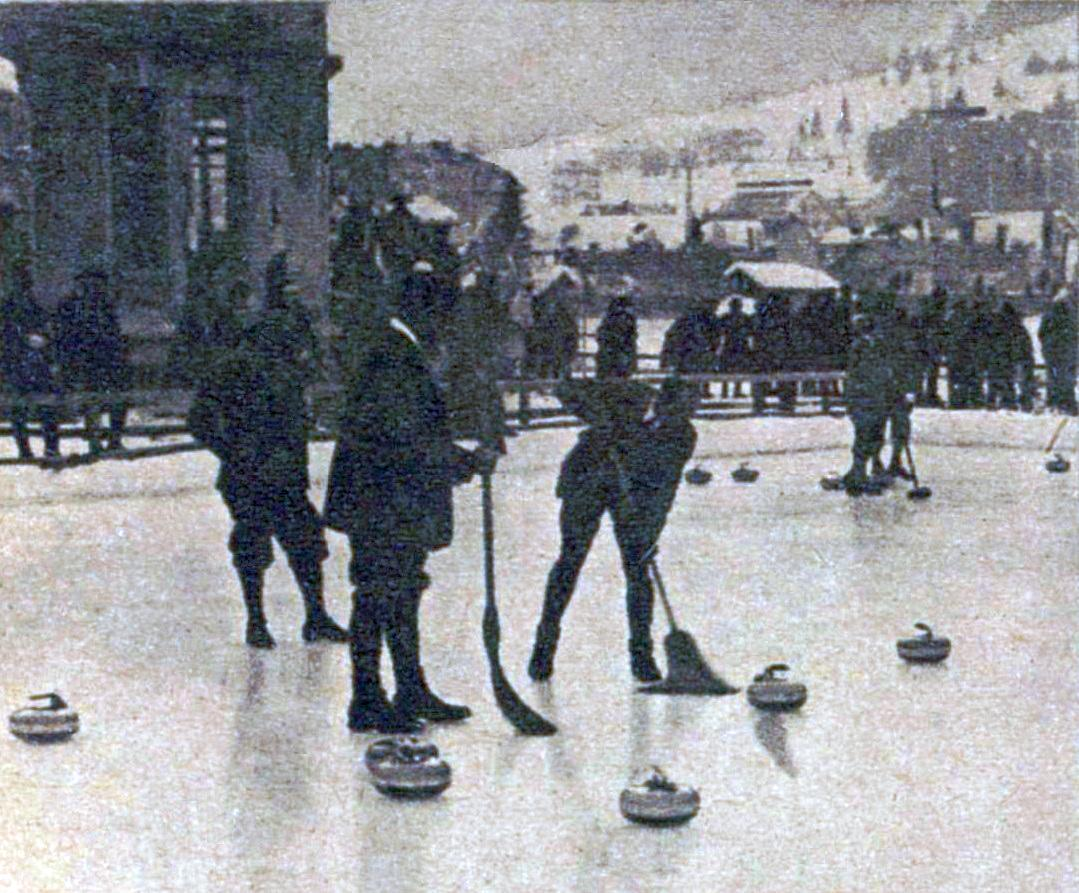

Fernand Henri Jean Cournollet, född 19 december 1882 i Villers-sur-Mer i Calvados, död 10 augusti 1971 i Reims, var en fransk curlingspelare. Han blev olympisk bronsmedaljör vid olympiska vinterspelen 1924 i Chamonix.